# محمد عامر (لاعب رماية)
محمد عامر هو لاعب رماية مصري، ولد في 19 يناير 1969.

## وصلات خارجية
- محمد عامر على موقع أوليمبيديا (الإنجليزية)